# میگوی نینجا
میگوی نینجا (نام علمی: Caridina serratirostris) نام یک گونه از فروراسته میگوهای اصلی است.